# Högaborgs Bollklubb
Högaborgs BK é um clube de futebol de Helsingborg, na Suécia, que foi fundado em 1927 e joga na quarta divisão do país. A equipe já chegou a elite do futebol sueco, mas afundou depois de uma grande era de dificuldades financeiras.